# Donnie Steele
Pour les articles homonymes, voir Steele.
Donnie Steele est un ancien guitariste du groupe de metal Slipknot.

## Biographie
Donnie a été l'un des fondateurs de Slipknot en janvier 1995. Il enregistra l'album Mate.Feed.Kill.Repeat avec le groupe, pour ensuite le quitter en janvier 1996, n'étant plus à l'aise avec son penchant musical. Sa place de guitariste fut prise ensuite par Mick Thomson qui arriva en tant que guitariste soliste.
Le 10 mars 2011, Slipknot annoncèrent sur leur site internet que Donnie Steele allait remplacer sur scène le défunt Paul Gray au sein du groupe.
Depuis leur retour sur scène, le 17 juin 2011, il joue caché derrière le décor, le costume et la basse de Paul restant symboliquement présents sur scène.
Il fut ensuite remplacé par Alessandro Venturella en 2014.